# Коротишкін Євген Євгенович
Євген Євгенович Коротишкін (рос. Евгений Евгеньевич Коротишкин, 30 квітня 1983) — російський плавець, олімпієць.

## Виступи на Олімпіадах
| Олімпіада   | Дисципліна                        | Місце |
| ----------- | --------------------------------- | ----- |
| Афіни 2004  | плавання на 100 метрів, батерфляй | 10    |
| Афіни 2004  | комплексна естафета 4 × 100       | 4     |
| Пекін 2008  | плавання на 100 метрів, батерфляй | 24    |
| Пекін 2008  | комплексна естафета 4 × 100       | 4     |
| Лондон 2012 | плавання на 100 метрів, батерфляй | =2    |

## Зовнішні посилання
- Досьє на sport.references.com [Архівовано 18 квітня 2015 у Wayback Machine.]